# 17.ª División (Ejército Imperial Japonés)
La 17.ª División (第17師団 Dai-jūnana Shidan?) fue una división de infantería del Ejército Imperial Japonés. Su nombre en clave tsūshōgō era el de "División Luna" (月兵団 Getsu-heidan?). La 17.ª División fue una de las dos divisiones de infantería creadas de nuevo por el Ejército Imperial Japonés inmediatamente después de la Guerra ruso-japonesa (1904-1905). La división recibió sus colores el 13 de noviembre de 1907. Su cuartel general estaba en un suburbio de la ciudad de Okayama, y sus tropas fueron reclutadas principalmente de comunidades en las tres prefecturas de Okayama, Hiroshima y Shimane. El primer comandante de la división fue el teniente general Ichinohe Hyoe.